# Crowell (Oxfordshire)
Crowell is een civil parish in het bestuurlijke gebied South Oxfordshire, in het Engelse graafschap Oxfordshire. In 2001 telde het dorp 100 inwoners. Crowell komt in het Domesday Book (1086) voor als 'Clawelle'.